# Ministre de l'Agriculture et de l'Agroalimentaire (Canada)
Le ministre de l'Agriculture et de l'Agroalimentaire (anglais : Minister of Agriculture and Agri-Food) est le ministre responsable de la politique agricole du gouvernement fédéral.

## Liste des ministres
| Ministre Parti | Ministre Parti | Ministre Parti              | Début            | Fin              | Cabinet          |
| -------------- | -------------- | --------------------------- | ---------------- | ---------------- | ---------------- |
|                |                | Ralph Goodale Libéral       | 12 janvier 1995  | 11 juin 1997     | 26e (Chrétien)   |
|                |                | Lyle Vanclief Libéral       | 11 juin 1997     | 12 décembre 2003 | 26e (Chrétien)   |
|                |                | Bob Speller (en) Libéral    | 12 décembre 2003 | 20 juillet 2004  | 27e (Martin)     |
|                |                | Andrew Mitchell Libéral     | 20 juillet 2004  | 6 février 2006   | 27e (Martin)     |
|                |                | Chuck Strahl Conservateur   | 6 février 2006   | 4 novembre 2015  | 28e (Harper)     |
|                |                | Gerry Ritz Conservateur     | 14 août 2007     | 4 novembre 2015  | 28e (Harper)     |
|                |                | Lawrence MacAulay Libéral   | 26 juillet 2023  | 1er mars 2019    | 29e (J. Trudeau) |
|                |                | Marie-Claude Bibeau Libéral | 1er mars 2019    | 26 juillet 2023  | 29e (J. Trudeau) |
|                |                | Lawrence MacAulay Libéral   | 27 juillet 2023  | 14 mars 2025     | 29e (J. Trudeau) |
|                |                | Kody Blois Libéral          | 14 mars 2025     | 13 mai 2025      | 30e (M. Carney)  |
|                |                | Heath MacDonald Libéral     | 13 mai 2025      | En fonction      | 30e (M. Carney)  |

### Anciens postes

#### Ministre de l'Agriculture (1867-1995)
| Ministre de l'Agriculture            | Ministre de l'Agriculture                                          | Ministre de l'Agriculture   |
| Ministre                             | Dates                                                              | Premier ministre            |
| ------------------------------------ | ------------------------------------------------------------------ | --------------------------- |
| Jean-Charles Chapais                 | 1er juillet 1867 - 16 novembre 1869                                | John A. Macdonald           |
| Christopher Dunkin                   | 16 novembre 1869 - 25 octobre 1871                                 | John A. Macdonald           |
| John Henry Pope                      | 25 octobre 1871 - 5 novembre 1873                                  | John A. Macdonald           |
| Luc Letellier de Saint-Just          | 7 novembre 1873 - 15 décembre 1876                                 | Alexander Mackenzie         |
| Isaac Burpee (intérim)               | 15 décembre 1876 - 25 janvier 1877                                 | Alexander Mackenzie         |
| Charles Alphonse Pantaléon Pelletier | 25 janvier 1877 - 8 octobre 1878                                   | Alexander Mackenzie         |
| John Henry Pope                      | 17 octobre 1878 - 25 septembre 1885                                | John A. Macdonald           |
| John Carling                         | 25 septembre 1885 - 6 juin 1891                                    | John A. Macdonald           |
| John Carling                         | 16 juin 1891 - 24 novembre 1892                                    | John Abbott                 |
| Auguste-Réal Angers                  | 7 décembre 1892 - 12 décembre 1894                                 | John Thompson               |
| Auguste-Réal Angers                  | 21 décembre 1894 - 13 juillet 1895                                 | Mackenzie Bowell            |
| Joseph Aldéric Ouimet (intérim)      | 13 juillet 1895 - 21 décembre 1895                                 | Mackenzie Bowell            |
| Walter Humphries Montague            | 21 décembre 1895 - 6 janvier 1896                                  | Mackenzie Bowell            |
| Donald Ferguson                      | 6 janvier 1896 - 15 janvier 1896                                   | Mackenzie Bowell            |
| Walter Humphries Montague            | 15 janvier 1896 - 27 avril 1896                                    | Mackenzie Bowell            |
| Walter Humphries Montague            | 1er mai 1896 - 8 juillet 1896                                      | Charles Tupper              |
| Sydney Arthur Fisher                 | 13 juillet 1896 - 6 octobre 1911                                   | Wilfrid Laurier             |
| Martin Burrell                       | 16 octobre 1911 - 12 octobre 1917                                  | Robert Borden               |
| Thomas Alexander Crerar              | 12 octobre 1917 - 11 juin 1919                                     | Robert Borden               |
| James Alexander Calder (intérim)     | 18 juin 1919 - 12 août 1919                                        | Robert Borden               |
| Simon Fraser Tolmie                  | 12 août 1919 - 10 juillet 1920                                     | Robert Borden               |
| Simon Fraser Tolmie                  | 10 juillet 1920 - 29 décembre 1921                                 | Arthur Meighen              |
| William Richard Motherwell           | 29 décembre 1921 - 29 juin 1926                                    | William Lyon Mackenzie King |
| Henry Herbert Stevens (intérim)      | 29 juin 1926 - 13 juillet 1926                                     | Arthur Meighen              |
| Simon Fraser Tolmie                  | 13 juillet 1926 - 25 septembre 1926                                | Arthur Meighen              |
| William Richard Motherwell           | 25 septembre 1926 - 8 août 1930                                    | William Lyon Mackenzie King |
| Robert Weir                          | 8 août 1930 - 23 octobre 1935                                      | Richard Bedford Bennett     |
| Thomas Alexander Crerar (intérim)    | 25 octobre 1935 - 4 novembre 1935                                  | William Lyon Mackenzie King |
| James Garfield Gardiner              | 4 novembre 1935 - 15 novembre 1948                                 | William Lyon Mackenzie King |
| James Garfield Gardiner              | 15 novembre 1948 - 21 juin 1957                                    | Louis St-Laurent            |
| Douglas Harkness (en)                | 21 juin 1957 - 11 octobre 1960 (intérim du 21 juin au 7 août 1957) | John Diefenbaker            |
| Alvin Hamilton (en)                  | 11 octobre 1960 - 22 avril 1963                                    | John Diefenbaker            |
| Harry William Hays                   | 22 avril 1963 - 18 décembre 1965                                   | Lester B. Pearson           |
| Joe Greene                           | 18 décembre 1965 - 20 avril 1968                                   | Lester B. Pearson           |
| Joe Greene                           | 20 avril 1968 - 6 juillet 1968                                     | Pierre Elliott Trudeau      |
| Bud Olson (en)                       | 6 juillet 1968 - 27 novembre 1972                                  | Pierre Elliott Trudeau      |
| Eugene Whelan                        | 27 novembre 1972 - 4 juin 1979                                     | Pierre Elliott Trudeau      |
| John Wise (en)                       | 4 juin 1979 - 3 mars 1980                                          | Joe Clark                   |
| Eugene Whelan                        | 3 mars 1980 - 30 juin 1984                                         | Pierre Elliott Trudeau      |
| Ralph Ferguson (en)                  | 30 juin 1984 - 17 septembre 1984                                   | John Turner                 |
| John Wise (en)                       | 17 septembre 1984 - 15 septembre 1988                              | Brian Mulroney              |
| Donald Frank Mazankowski             | 15 septembre 1988 - 21 avril 1991                                  | Brian Mulroney              |
| Bill McKnight                        | 21 avril 1991 - 4 janvier 1993                                     | Brian Mulroney              |
| Charles Mayer (en)                   | 4 janvier 1993 - 24 juin 1993                                      | Brian Mulroney              |
| Charles Mayer (en)                   | 24 juin 1993 - 4 novembre 1993                                     | Kim Campbell                |
| Ralph Goodale                        | 4 novembre 1993 - 12 janvier 1995                                  | Jean Chrétien               |

#### Ministre d'État (Agriculture) (1987-2015)
| Titulaire Parti                                                       | Titulaire Parti                                                       | Début                                                                 | Fin                                                                   | Cabinet        |
| --------------------------------------------------------------------- | --------------------------------------------------------------------- | --------------------------------------------------------------------- | --------------------------------------------------------------------- | -------------- |
| Ministre d'État (Agriculture)                                         | Ministre d'État (Agriculture)                                         | Ministre d'État (Agriculture)                                         | Ministre d'État (Agriculture)                                         | 24e (Mulroney) |
|                                                                       | Pierre Blais Progressiste-conservateur                                | 27 août 1987                                                          | 24 juin 1993                                                          | 24e (Mulroney) |
| Secrétaire d'État (Agriculture et Agro-alimentaire, Pêches et Océans) | Secrétaire d'État (Agriculture et Agro-alimentaire, Pêches et Océans) | Secrétaire d'État (Agriculture et Agro-alimentaire, Pêches et Océans) | Secrétaire d'État (Agriculture et Agro-alimentaire, Pêches et Océans) | 26e (Chrétien) |
|                                                                       | Fernand Robichaud Libéral                                             | 15 septembre 1994                                                     | 10 juin 1997                                                          | 26e (Chrétien) |
| Secrétaire d'État (Agriculture et Agro-alimentaire)                   |                                                                       |                                                                       |                                                                       | 26e (Chrétien) |
|                                                                       | Gilbert Normand Libéral                                               | 11 juin 1997                                                          | 2 août 1999                                                           | 26e (Chrétien) |
| Ministre d'État (Agriculture)                                         | Ministre d'État (Agriculture)                                         | Ministre d'État (Agriculture)                                         | Ministre d'État (Agriculture)                                         | 28e (Harper)   |
|                                                                       | Christian Paradis Conservateur                                        | 4 janvier 2007                                                        | 24 juin 2008                                                          | 28e (Harper)   |
| Secrétaire d'État (Agriculture)                                       |                                                                       |                                                                       |                                                                       | 28e (Harper)   |
|                                                                       | Christian Paradis Conservateur                                        | 25 juin 2008                                                          | 29 octobre 2008                                                       | 28e (Harper)   |
| Ministre d'État (Agriculture)                                         |                                                                       |                                                                       |                                                                       | 28e (Harper)   |
|                                                                       | Jean-Pierre Blackburn Conservateur                                    | 30 octobre 2008                                                       | 17 mai 2011                                                           | 28e (Harper)   |
|                                                                       | Christian Paradis Conservateur                                        | 18 mai 2011                                                           | 14 juillet 2013                                                       | 28e (Harper)   |
| Ministre d'État (Petite Entreprise et Tourisme, et Agriculture)       |                                                                       |                                                                       |                                                                       | 28e (Harper)   |
|                                                                       | Maxime Bernier Conservateur                                           | 15 juillet 2013                                                       | 3 novembre 2015                                                       | 28e (Harper)   |